# 里德科利斯西亞
49°7′5″N 25°6′46″E / 49.11806°N 25.11278°E
里德科利斯西亞（烏克蘭語：Рідколісся），是烏克蘭的村落，位於該國西部捷爾諾波爾州，由喬爾特基夫區負責管轄，始建於1945年，面積0.64平方公里，2001年人口65，人口密度每平方公里101.7人。